# The Black Dog (пісня Тейлор Свіфт)
«The Black Dog» (укр. Чорний Пес) — пісня американської співачки Тейлор Свіфт з її одинадцятого студійного альбому The Tortured Poets Department, що вийшов 19 квітня 2024 року. Композиція була самостійно написана співачкою та спродюсована у співпраці з Джеком Антоноффом.

## Історія створення та вихід пісні
Тейлор Свіфт почала писати The Tortured Poets Departament незадовго після виходу Midnights, а також протягом її музичного турне The Eras Tour.  У квітні 2023 року стало відомо, що Свіфт розсталася з британським  актором Джо Алвіном, з яким вона зустрічалася 6 років.  Під час гастролей, розповідаючи про альбом, співачка назвала процес його написання своїм «рятувальним кругом».  

## Назва та композиція

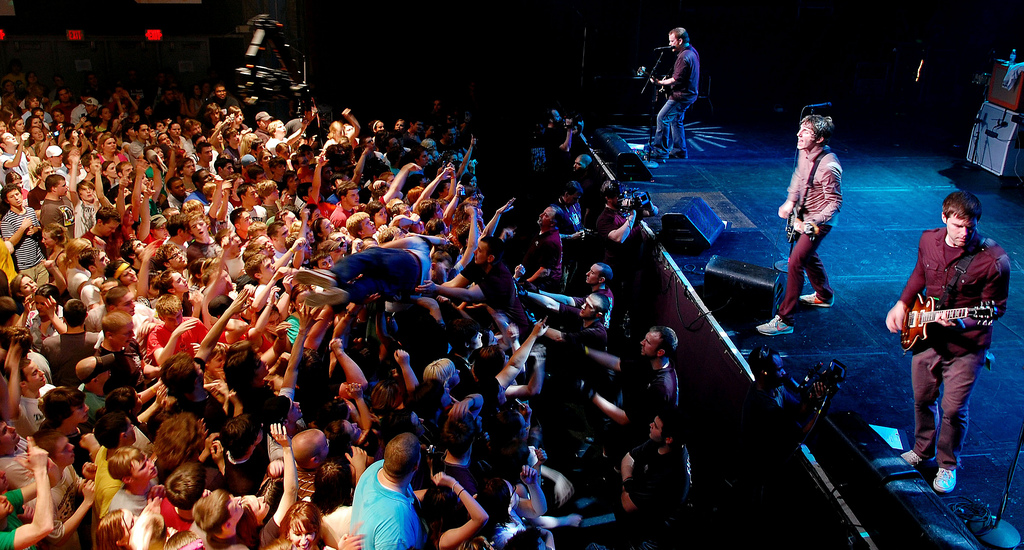
У тексті пісні згадується американський поп-панк гурт The Starting Line.

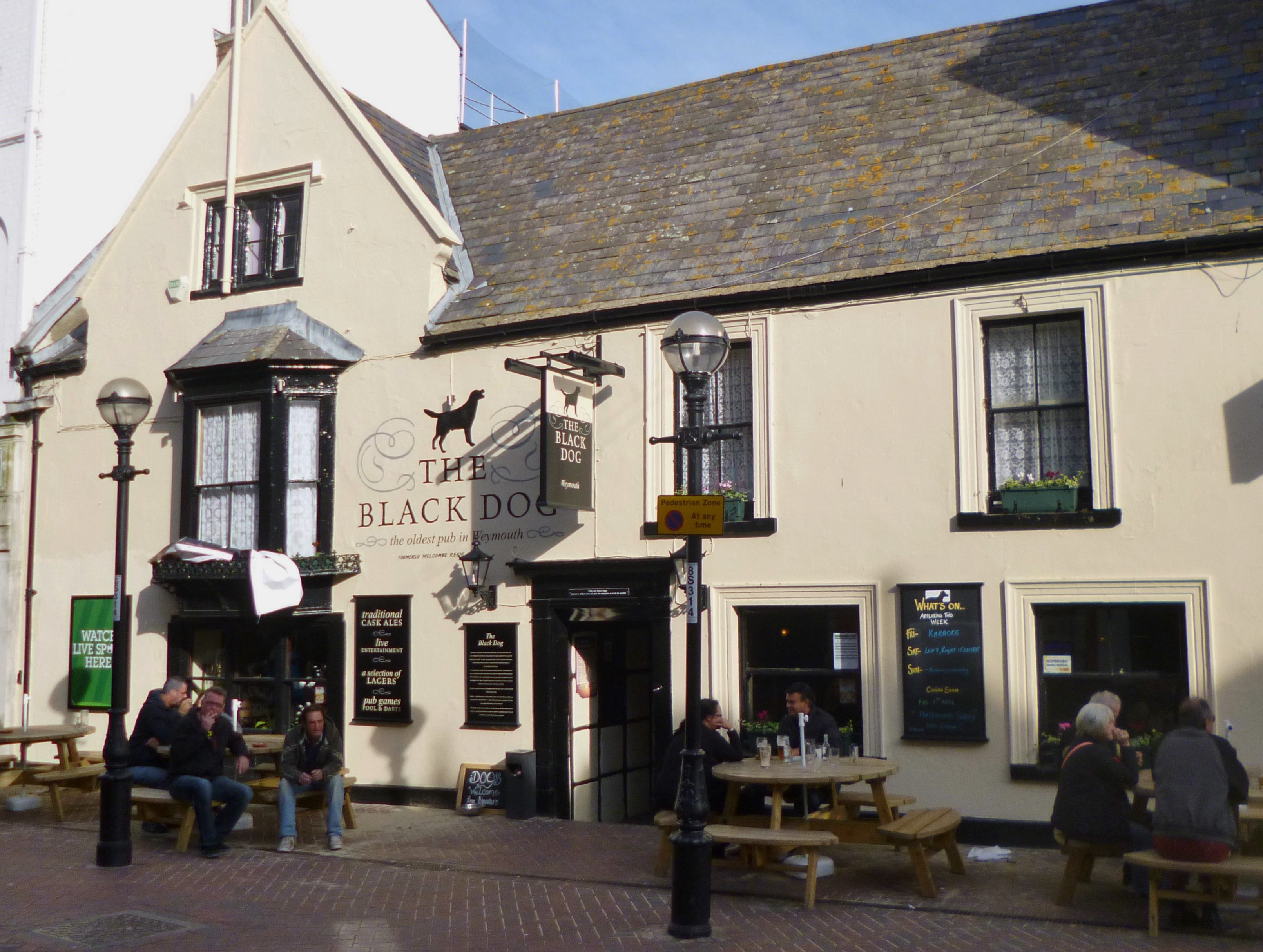
«The Black Dog», про який співається у пісні, це дійсно існуючий заклад.

Під час створення пісні Свіфт назвала композицію «Old Habits Die Screaming» (укр. «Старі звички помирають із криком»). Хоча назва пісні посилається на справжню мережу пабів та ресторанів, фраза «black dog» також використовується для опису депресивного стану. Чорний пес також часто використовується як ознака смерті, що може використовуватись як символ до закінчення або «смерті» стосунків.     